# Богданова (Липецкая область)
Богданова — деревня в Воловском районе Липецкой области России. Входит в состав Спасского сельсовета.

## География
Деревня находится в юго-западной части Липецкой области, в лесостепной зоне, в пределах восточных отрогов Среднерусской возвышенности, на расстоянии примерно 4 километров (по прямой) к северо-востоку от села Волово, административного центра района. Абсолютная высота — 191 метр над уровнем моря.
Климат умеренно континентальный с теплым летом и умеренно морозной зимой.
Часовой пояс
Село Казаково, как и вся Липецкая область, находится в часовой зоне МСК (московское время). Смещение применяемого времени относительно UTC составляет +3:00.

## Население
| 2010 | 2012 |
| ---- | ---- |
| 58   | ↘52  |

Гендерный состав
По данным Всероссийской переписи населения 2010 года в гендерной структуре населения мужчины составляли 50 %, женщины — соответственно также 50 %.
Национальный состав
Согласно результатам переписи 2002 года, в национальной структуре населения русские составляли 100 % из 90 чел..

## Улицы
Уличная сеть деревни состоит из двух улиц (ул. Береговая и ул. Дорожная).